# Eriauchenus fisheri
Espèce
Synonymes
- Afrarchaea fisheri Lotz, 2003

Eriauchenus fisheri est une espèce d'araignées aranéomorphes de la famille des Archaeidae.

## Distribution
Cette espèce est endémique de Madagascar. Elle se rencontre dans le massif d'Andringitra.

## Description
La femelle holotype mesure 2,70 mm.
Le mâle décrit par Wood et Scharff en 2018 mesure 2,18 mm et la femelle 2,38 mm.

## Systématique et taxinomie
Cette espèce a été décrite sous le protonyme Afrarchaea fisheri par Lotz en 2003. Elle est placée dans le genre Eriauchenus par Wood et Scharff en 2018.

## Étymologie
Cette espèce est nommée en l'honneur de Brian L. Fisher.

## Publication originale
- Lotz, 2003 : « Afrotropical Archaeidae: 2. New species of the genera Archaea and Afrarchaea (Arachnida: Araneae). » Navorsinge van die Nasionale Museum Bloemfontein, vol. 19, p. 221-240.